# 멀티플렉서
멀티플렉서(multiplexer) 또는 mux는 여러 아날로그 또는 디지털 입력 신호 중 하나를 선택하여 선택된 입력을 하나의 라인에 전달하는 장치이다.
전자 멀티플렉서는 여러 신호가 이를테면 입력 신호 당 하나의 장치를 보유하지 않고 아날로그-디지털 변환회로(A/D 변환기)나 하나의 통신선 등 하나의 장치나 자원을 공유할 수 있게 만들어준다.
이와 반대로, 디멀티플렉서(demultiplexer, demux)는 하나의 입력 신호를 받아서 수많은 데이터 출력선 중 하나를 선택하는 장치를 말하며 단일 입력으로 연결된다. 수신을 받는 쪽에서는 멀티플렉서라는 용어가 보완 관계인 디멀티플렉서와 번갈아가며 사용되기도 한다.

## 비용 절감

멀티플렉서의 기본 기능: 여러 입력을 하나의 데이터 스트림으로 병합한다. 수신측에서 디멀티플렉서는 하나의 신호 스트림을 원래의 여러 신호로 분리시킨다.

멀티플렉서를 사용하면 멀티플렉서의 신호 출력을 디멀티플렉서의 신호 입력에 연결함으로써 여러 연결을 하나의 신호 채널로 담을 수 있어 절약적이다. 오른쪽의 그림은 그 이점을 설명해 준다. 이 경우 각 데이터 자원에 대해 별도의 채널을 구현하는 비용이 멀티플렉싱/디멀티플렉싱 기능을 제공하는 비용, 불편함의 정도 보다 더 높다.

## 같이 보기
- 다중화 (통신)

## 추가 문헌
- M. Morris Mano; Charles R. Kime (2008). 《Logic and Computer Design Fundamentals》 4판. Prentice Hall. ISBN 0-13-198926-X.